# Албанія на Чемпіонаті світу з водних видів спорту 2015
Албанія взяла участь у Чемпіонаті світу з водних видів спорту 2015, який пройшов у Казані (Росія) від 24 липня до 9 серпня.

## Плавання
Албанські плавці виконали кваліфікаційні нормативи в дисциплінах, які наведено в таблиці (не більш як 2 плавці на одну дисципліну за часом нормативу A, і не більш як 1 плавець на одну дисципліну за часом нормативу B):
Чоловіки
| Спортсмен   | Дисципліна           | Попередній заплив | Попередній заплив | Півфінал        | Півфінал        | Фінал           | Фінал           |
| Спортсмен   | Дисципліна           | Час               | Місце             | Час             | Місце           | Час             | Місце           |
| ----------- | -------------------- | ----------------- | ----------------- | --------------- | --------------- | --------------- | --------------- |
| Сідні Ходжа | 50 м вільним стилем  | 29.93             | 35                | Завершив виступ | Завершив виступ | Завершив виступ | Завершив виступ |
| Сідні Ходжа | 100 м вільним стилем | 50.45             | 46                | Завершив виступ | Завершив виступ | Завершив виступ | Завершив виступ |
| Клавіо Меча | 200 м вільним стилем | 1:58.32           | 70                | Завершив виступ | Завершив виступ | Завершив виступ | Завершив виступ |
| Клавіо Меча | 400 м вільним стилем | 4:08.18           | 64                | Н/Д             | Н/Д             | Завершив виступ | Завершив виступ |

Жінки
| Спортсменка    | Дисципліна           | Попередній заплив | Попередній заплив | Півфінал         | Півфінал         | Фінал            | Фінал            |
| Спортсменка    | Дисципліна           | Час               | Місце             | Час              | Місце            | Час              | Місце            |
| -------------- | -------------------- | ----------------- | ----------------- | ---------------- | ---------------- | ---------------- | ---------------- |
| Ноель Борші    | 100 м батерфляєм     | 1:03.85           | =49               | Завершила виступ | Завершила виступ | Завершила виступ | Завершила виступ |
| Ноель Борші    | 200 м батерфляєм     | 2:20.28           | 38                | Завершила виступ | Завершила виступ | Завершила виступ | Завершила виступ |
| Ніколь Мерізай | 100 м вільним стилем | 1:02.19           | 80                | Завершила виступ | Завершила виступ | Завершила виступ | Завершила виступ |
| Ніколь Мерізай | 200 м вільним стилем | 2:14.58           | 58                | Завершила виступ | Завершила виступ | Завершила виступ | Завершила виступ |